# Derbi
Derbi è una casa motociclistica spagnola le cui origini risalgono al 1922 con l'apertura, da parte di Simeon Rabasa, di un negozio di biciclette, in seguito ampliato a fabbrica. Fa parte dal 2001 del gruppo Piaggio.
Dal dicembre 2019 termina la produzione degli ultimi modelli (che erano stati trasferiti negli stabilimenti Piaggio) equipaggiati con motore 50 due tempi Euro 4 a causa della normativa Euro 5; le vendite europee dei veicoli Derbi terminano nel 2020 e il marchio non viene più utilizzato.

## Storia

### Origine del marchio
Sin dagli anni della guerra civile spagnola Rabasa si occupò della costruzione di piccoli ciclomotori, registrando accordi con altre fabbriche per procurarsi i componenti. Nel 1944 Simeon costituì con il fratello Josep e un gruppo di finanziatori la Bicicletas Rabasa, con cui produsse il SRS, un ciclomotore da 48 cm³ e 1,5 cv a 4500 rpm, capace di 45 km/h, dotato di forcella anteriore telescopica, due marce manuali e freni a tamburo.
La nascita della Nacional Motor Rebasa S.A. avviene nel 1950, e per l'occasione viene prodotta la motocicletta DERBI (DERivato di BIcicletta) 250 cm³, capace di 9  CV. Questa moto vantava novità tecniche assolute per quel tempo: la leva del cambio a pedale (posta a destra) e carter motore sagomati, non più lisci, nonché la spia recante il numero della marcia inserita. Questa moto rimase in produzione per oltre un decennio.
Gli anni cinquanta furono fondamentali per la Derbi, in quanto dalla produzione di 150 unità con 30 operai del 1951 si passò a ben 4500 veicoli con 300 operai presenti in fabbrica nel 1958.
Le motociclette e ciclomotori più importanti del periodo furono, oltre a SRS e 250, la 95 cm³ a due tempi a pistoni con camera di scoppio allineata del 1953, la 125 super del 1955, la 350 bicilindrica del 1957, capace di 120 km/h con i suoi 16  CV e il Girocarro o Transca, un veicolo con trazione e guida mobili, anteriori o posteriori a seconda delle esigenze temporanee dell'utente. Non mancarono nemmeno le imbarcazioni, con la Canoa D-6, equipaggiata da un motore con 6 cilindri a V.

### Anni '60 e '70

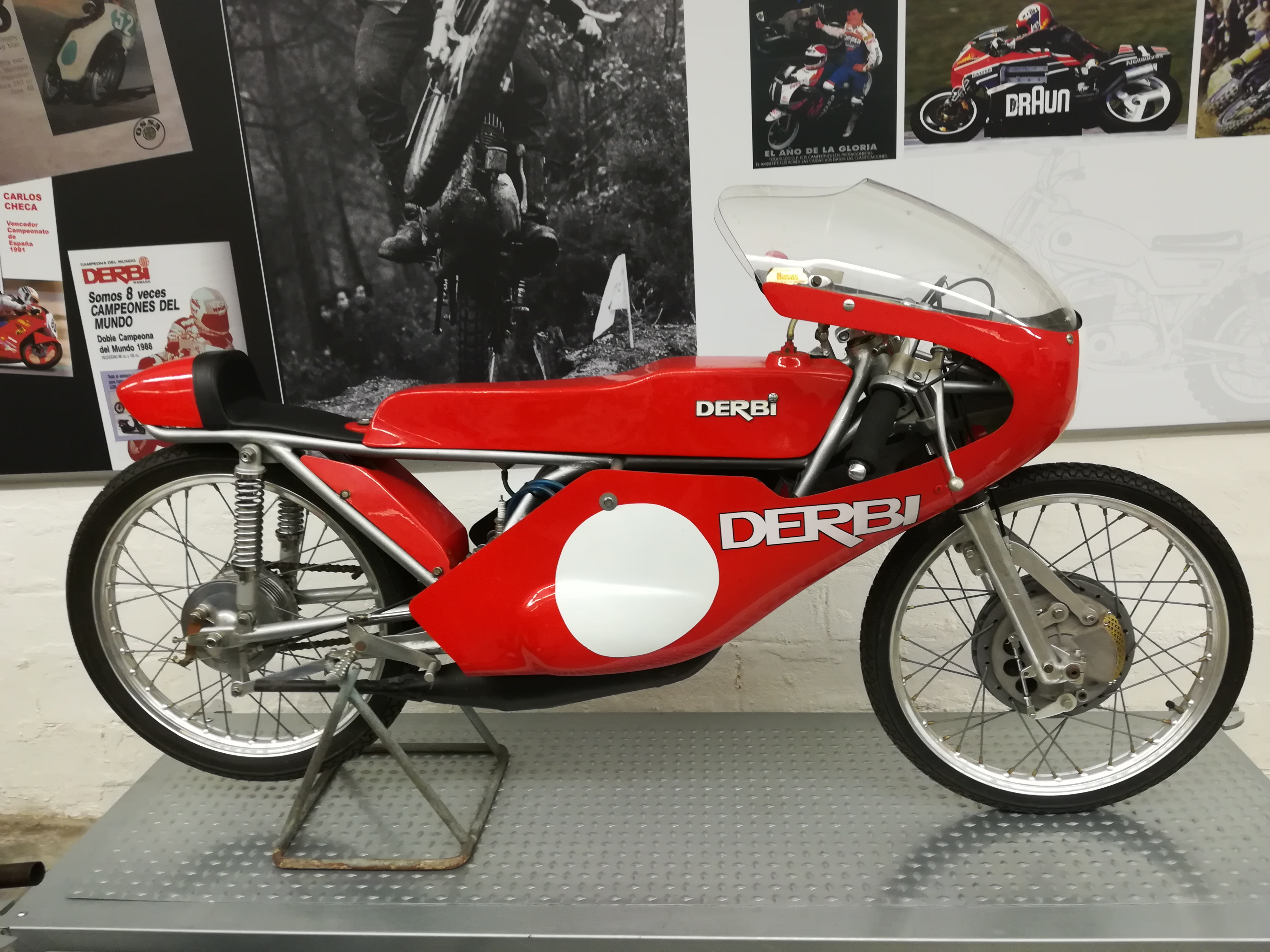

Nel 1961, dopo il lancio della Seat 600, le moto di cilindrata medio alta vengono vendute sempre meno, così la Derbi incomincia a occuparsi quasi esclusivamente di modelli con motori di 49–75 cm³.
Una delle prime creazioni in questo senso furono le 49 SPORT e GRAN SPORT, ciclomotori da 48,7 cm³, con 1,5  CV a 5000 rpm, 3 marce, freni a tamburo, cambio a pedale e sospensioni idrauliche. Questo motociclo leggero, dopo alcune modifiche, fu ribattezzato in Antorcha nel 1965 e nel complesso sarà venduto in mezzo milione di pezzi nella sola Europa.
Sempre nel decennio dei '60 arrivarono la 125 Super (1963), il 49 Junior (1964), il 74 GS (1964), motociclo sportivo capace di oltre 100 km/h, la cui produzione sarebbe durata fino al termine del decennio successivo, la 125 4V (1966), capace di 7  CV a 5500 rpm, la Trial Pireneos 74 (1966) da 7  CV, il Derbimatic (1969), piccolo veicolo cittadino con trasmissione automatica e linea da moto da turismo, e lo Scootmatic dello stesso anno, un piccolo ciclomotore guidabile senza patente.
Negli anni settanta la Derbi si avventurò nel campo delle enduro con la Coyote, 49 e 75 cm³, il Correlaminos e il Cross 50, poi presentato in versione 74 e 74TT. La gamma di Derbi enduro si chiuse con la Diablo C4 del 1978.
Tuttavia gli anni settanta furono più importanti per la Derbi nel settore stradale: nel 1972 venne realizzata la moto da corsa Carreras cliente 50 cm³, capace di 15,5  CV a 15000 rpm, raffreddata ad aria, con 6 marce e capace, in virtù della sua leggerezza, di 165 km/h; l'alimentazione era ad opera di un carburatore IRZ da 24 mm a valvola rotativa, pistone Mahle ed accensione elettronica Motoplat. Questo piccolo bolide era venduto a 35000 pesetas per le corse.
Nel 1975 arrivò la sportiva economica 2002 GPX, una GT da 125-187,5 cm³, con 23-26  CV, 6 marce, bicilindrica ad accensione elettronica; nel 1976 arrivò la versione con doppio freno a disco sull'anteriore, lubrificazione separata, ammortizzatori anteriore direzionali e posteriori di tipo olio/gas, carenatura anteriore: la moto sviluppava 26  CV a 8000 rpm per 150 km/h.
Resterà invece un prototipo la 125 4V raffreddata ad acqua.
Nel campo degli scooter, nel 1977 arrivò il Variant con l'innovativo Spacetronic, un dispositivo che permetteva la messa in moto con un bottone rosso posto sul quadro strumenti e che rappresenta da molti anni la norma per tutti gli scooter e la quasi totalità delle moto.

### Anni '80 e '90
Gli anni ottanta si aprirono con la nuova Diablo 80 CXS e il Variant Caballero, che godette dell'ottima pubblicità data dal giro del mondo (18835 km percorsi su due ruote) operato da Marco Gardoqui in 76 giorni nel corso del 1980. Sempre di quegli anni furono lo Sport Coppa 80, la 125 Cross, la 1001-74 Sport Coppa e la SC50 da 2,5  CV a 8000 rpm.
Nel 1981 arrivarono i due nuovi enduro CX Jumbo e il TT8, nonché la SC125 e la TTS9, la T-250 6V, la SC 74, che sostituì la 1001, la RC-250 6V turistica.
Nel 1982 arrivarono i vari Scoot da 50 a 80 cm³ con 4,5 o 6 marce.
Per i sessant'anni del marchio di Rebasa arrivarono sia il Variant start che il Jumbo super-FD; Simeon Rebasa se ne andò nel 1988, l'anno successivo al raggiungimento di un accordo con cui la Derbi diventava importatore spagnolo per la Kawasaki. Il decennio si chiuse con la presentazione dell'attraente GPR 75, con telaio a doppio trave, raffreddata a liquido, 6 marce, forcella teleidraulica, monotrave regolabile e ben 3 dischi; questa moto si evolse in SPORT 75 nel 1991.
Gli anni novanta, oltre al già noto GPR, videro la produzione del Country RD e della BIG 3, un enduro e un trial; nel campo scooteristico arrivarono a inizio decennio il classico carenato Vamos e il Fenix, simile per linea a una moto turistica, mentre, nell'ambito del rinnovamento della gamma in vista del nuovo millennio, furono prodotti l'Hunter e il Paddock del 1997, cui si aggiunse lo scooter sportivo Predator, firmato dalla matita di Giorgetto Giugiaro nel 1998. Il decennio si chiuse con l'Atlantis.

### Storia recente

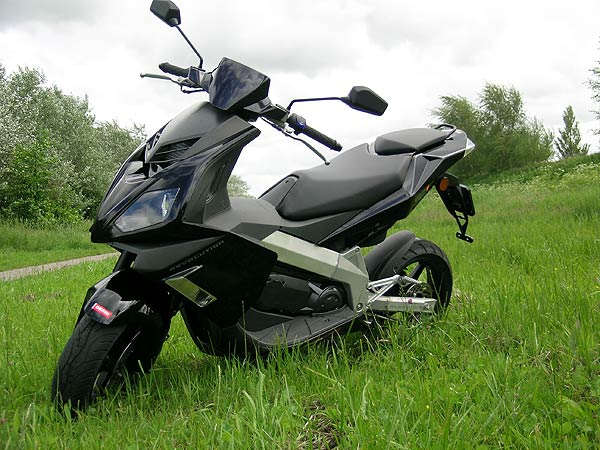
Lo Scooter Derbi GP1

Le moto Derbi tornano solo nel nuovo millennio con la crosser Senda, al vertice delle vendite di categoria in Europa, presente in versione 50 e 125 cm³ a due tempi: questa moto montava per prima la forcella USD (up side down) e vantava soluzioni tecniche interessanti per telaio e sospensioni.
Nel 2001 Derbi viene acquisita dal gruppo Piaggio.
Il 2003 è stato l'anno della svolta, con l'introduzione di un nuovo marchio per la casa e due moto molto premiate: la Senda Black Edition, a tiratura limitata, andò esaurita prima che l'esemplare n. 1 fosse prodotto, mentre la nuovissima GPR 50 Nude Look vinse il premio design MDA.
L'anno successivo la gamma GPR è stata completata da quattro versioni, Nude (naked) e Racing (carenata) disponibili sia a 50 sia 125 cm³ a 2 tempi (in seguito anche a 4 tempi); nel settore scooter, il GP1 è stato equipaggiato di telaio motociclistico, con motore centrale di 50 cm³, oppure laterale da 125–250 cm³. Questi prodotti si sono distinti per le linee molto giovani e per soluzioni tecnologiche innovative e raffinate come la pinza del freno ad attacco radiale sul GPR.
La presentazione nel 2006 della Mulhacen 659 ha portato la nuova Derbi, sotto la guida Piaggio, nel settore delle cilindrate medio-alte, con una scrambler in puro stile anni settanta, equipaggiata con un 659 cm³ Yamaha/Minarelli da 48 CV e con il 125 cm³, nuovo motore sviluppato totalmente in Spagna bialbero a quattro tempi con raffreddamento a liquido, dotato di 15 CV.
Questo motore verrà poi montato anche sulla nuova on-off Terra.
Dopo quasi dieci anni di successi, a causa della crisi del settore e alla forte concorrenza asiatica, nel marzo 2013 la Piaggio decide di chiudere lo stabilimento di Martorelles e di trasferire la produzione a Noale.
Successivamente venne rafforzato il settore scooter con nuovi prodotti che altro non erano che veicoli di origine Piaggio rimarchiati. Tuttavia ciò non bastó a risollevare la crisi che colpì la Derbi. 
Gradualmente la casa madre Piaggio decide di disinvestire sulla Derbi a causa della bassa redditività; dal 2017 l’unico modello in gamma rimasto è la Senda che nel dicembre 2019 esce definitivamente di produzione a causa delle omologazioni Euro 5. La Senda infatti era equipaggiata con un motore 50 due tempi omologato Euro 4 e l’adeguamento all’Euro 5 prevista per il fine 2020 risultava troppo costosa in termini di investimenti viste le basse vendite del modello. Le ultime Senda sono state vendute fino al 2020, da quel momento il marchio Derbi non viene più utilizzato dalla Piaggio e risulta “dormiente”.

## Produzione (2010-2020)

### Gamma Scooter
- Rambla 300ie
- Rambla 250i
- Rambla 125
- GP1 50
- GP1 125
- GP1 250
- Atlantis 50 2T
- Atlantis 50 4T
- Sonar 50
- Sonar 125
- Sonar 150
- Boulevard 50 2T
- Boulevard 125 4T

### Gamma Supermotard
- Senda DRD Evo 50 SM
- Senda DRD Pro 50 SM
- Senda DRD 125 4T 4V SM
- Senda X-race 50 SM
- Senda X-Treme 50 SM
- Senda Baja 125 SM
- Senda SM 125 4T
- Senda DRD racing 50 SM

### Gamma Offroad
- Senda DRD Pro 50 R
- Senda DRD Racing 50 R
- Senda DRD 125 4T 4V R
- Senda Baja 125 R
- Senda x-race 50 R
- Senda x-treme 50 R

### Gamma Stradali
- GPR 50 2T
- GPR 125 4T 4V

### Gamma Scrambler
- Mulhacén 659
- Mulhacén 125
- Cross City 125

### Gamma Dual
- Terra Adventure 125
- Terra 125